# Manjul Bhargava
Manjul Bhargava (ur. 8 sierpnia 1974 w Hamilton (Kanada)) – kanadyjski matematyk pochodzenia indyjskiego, profesor uniwersytetu Princeton, specjalizujący się w badaniach nad teorią liczb. Laureat Medalu Fieldsa z 2014. Członek National Academy of Sciences.
W 2006 wygłosił wykład sekcyjny na Międzynarodowym Kongresie Matematyków, a w 2014 – jako laureat Medalu Fieldsa – wykład plenarny.